# Großsteingrab Amelinghausen
Das Großsteingrab Amelinghausen ist eine Grabanlage der jungsteinzeitlichen Trichterbecherkultur nahe der Gemeinde Amelinghausen im Landkreis Lüneburg, Niedersachsen. Es trägt die Sprockhoff-Nummer 689.

## Lage
Das Grab befindet sich 2,4 km südöstlich von Amelinghausen, wenige Meter südlich eines Waldwegs, der zum Betzendorfer Ortsteil Tellmer führt. Etwa 1 km östlich liegen am gleichen Weg die Großsteingräber bei Diersbüttel.

## Beschreibung

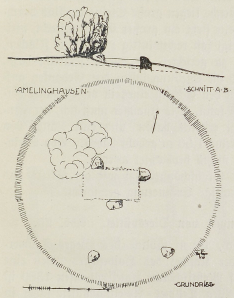
Grundriss des Grabes nach Krüger

Die Anlage ist sehr stark zerstört. Sie besitzt eine flache, runde Hügelschüttung mit einem Durchmesser von 10 m. Die Grabkammer ist ungefähr ost-westlich orientiert. Es sind lediglich noch drei Steine vorhanden, die keine Rückschlüsse auf das ursprüngliche Aussehen der Grabkammer zulassen.